# François Moubandje
Jacques François Moubandje (Douala, Kamerun, 1990. június 21. –) svájci labdarúgó, jelenleg a horvát Dinamo Zagreb hátvéde.